# Notoglanidium maculatum
Notoglanidium maculatum és una espècie de peix de la família dels auquenoglanídids i de l'ordre dels siluriformes.
Els mascles poden assolir 6 cm de longitud total.
És un peix d'aigua dolça i de clima tropical (22 °C-25 °C).
Es troba a Àfrica: Sierra Leone.